# Риарио, Оттавиано
Оттавиано Риарио (Ottaviano Riario) (1479—1523) — титулярный сеньор Имолы и Форли (1488—1500), епископ Витербо и Вольтерры с 1506.
Старший сын Джироламо Риарио (ум. 1488) — племянника папы Сикста IV, и Катерины Сфорца.
В июле 1488 года после смерти отца провозглашён сеньором Имолы и Форли при регентстве матери и папы Иннокентия VIII. Фактически вся власть находилась в руках Катерины Сфорца и её любовника Джакомо Фео (до его убийства в 1495 г.).
В 1498—1499 годах Оттавиано Риарио находился на службе у Флоренции во главе наёмного вооружённого отряда.
В конце 1499 года папа Александр VI под предлогом неуплаты причитающихся Святому престолу денег объявил об отрешении Оттавиано Риарио от власти в Имоле и Форли, и их занял сын папы Чезаре Борджа: Имолу в декабре 1499, Форли (после длительной осады) - в январе 1500 года. Катерину Сфорца увезли в Рим, Оттавиано и его брат Чезаре нашли убежище во Флоренции.
В августе 1503 года Александр VI умер. В ноябре того же года Оттавиано Риарио, собрав с помощью союзников армию в две тысячи человек, подошёл к Имоле, но горожане не открыли ему ворота, а для осады у него не было средств. В 1504 году Имола и Форли вошли в состав папского государства.
Оттавиано Риарио принял монашеский постриг и 16 сентября 1506 года стал епископом Витербо, сменив на этом посту своего двоюродного брата Раффаэле. Он умер 6 октября 1523 года.